# Molenbeek-Pontbeek

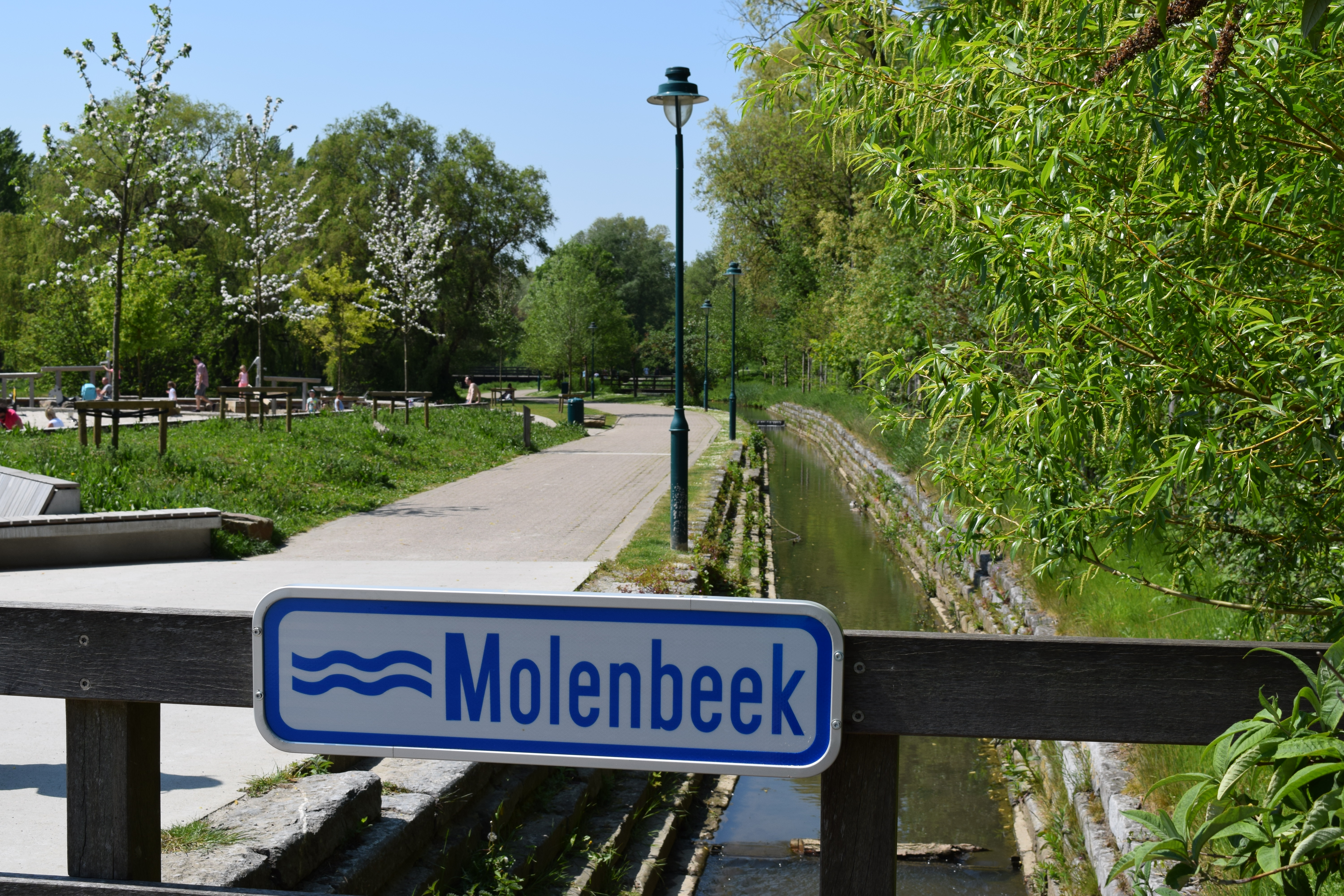
De Molenbeek in het Koning Boudewijnpark fase 2 in Jette

De Molenbeek of Molenbeek-Pontbeek is een beek in het Brussels Hoofdstedelijk Gewest en een oude zijrivier op de linkeroever van de Zenne.
De Molenbeek ontspringt in Dilbeek en stroomt door de gemeenten Sint-Agatha-Berchem, Jette en Laken.
De Molenbeek ontspringt in de buurt van Kattebroek op de grens van het Vlaamse en het Brusselse gewest, waarna ze zich in een collector stort. Ze komt weer aan de oppervlakte in Ganshoren aan Het Veroost, waar de Maalbeek vanuit Zellik in de Molenbeek stroomt. Niet veel verder stroomt de beek door het Moeras van Ganshoren. Nadat ze het Koning Boudewijnpark passeert, stroomt ze opnieuw in een collector in de richting van het kanaal. De vijvers van Kasteel van Laken liggen in de vallei van de Molenbeek. Ook in de 21e eeuw worden ze nog gevoed door een aftakking van de Molenbeek.
De Molenbeek dient niet verward te worden met de Maalbeek, een veel kleinere beek op de linkeroever van de Zenne, die zijn naam gaf aan de gemeente Sint-Jans-Molenbeek. Deze Maalbeek (of Molenbeek) ontspringt in het Scheutbos in Sint-Jans-Molenbeek om via de Zwarte Vijvers naar de Zenne te lopen.
De Bossen en vochtige gebieden van de Molenbeekvallei in het noordwesten van het Brussels Gewest vormen een van de drie Europees beschermde Natura 2000-habitatrichtlijngebieden van het Brussels Hoofdstedelijk Gewest 